# Anticiclone do Atlântico Sul

Pressão média ao nível do mar (em hPa) e direção do vento do anticiclone do Atlântico Sul para o período 1989–2010

O anticiclone do Atlântico Sul, também conhecido como alta subtropical do Atlântico Sul (ASAS) ou anticiclone de Santa Helena, é um sistema de alta pressão semipermanente sobre o sul do oceano Atlântico. Assim como as demais altas subtropicais, que se encontram sobre os principais oceanos do planeta e em ambos os hemisférios, está localizado próximo à latitude de 30°. Sua formação ocorre a partir do ar quente e úmido das regiões equatoriais, que se desloca na altura da troposfera em direção aos polos. Durante o transporte esse ar passa por resfriamento, além de se tornar mais seco e denso e, portanto, propício à subsidência. Próximo à latitude de 30°, a massa tropical atlântica força o ar seco a descer e, ao mesmo tempo, a atmosfera se aquece e a umidade relativa diminui, impedindo a formação de instabilidades. A força exercida pelo ar descendente é o que gera a elevação da pressão sobre a superfície.
A ASAS, associada à convergência de ventos com as demais altas subtropicais, contribui com a manutenção da zona de convergência intertropical (ZCIT). Além disso, a circulação do anticiclone atua diretamente na regulação das estações seca e chuvosa na maior parte do Brasil, nas Guianas e no sul da África. Inclusive o sistema é primordial na formação da zona de convergência do Atlântico Sul (ZCAS), canal de umidade responsável pela ocorrência de boa parte das chuvas no período chuvoso do centro-sul e sudeste brasileiro. O dipolo subtropical do Atlântico Sul (DSAS) é outro fator diretamente ligado à posição da ASAS que, aliado à circulação de ventos, também possui influência no clima daquelas regiões.
Por outro lado, o avanço da alta subtropical do Atlântico Sul sobre o continente sul-americano configura uma situação de bloqueio atmosférico. Esse evento, quando registrado durante o verão, acarreta longos períodos de chuvas irregulares fora de época e com temperaturas acima da média sobre a maior parte do Sudeste, Centro-Oeste e Sul brasileiro, o chamado veranico. Embora não sejam incomuns em meio à estação chuvosa nessas áreas do país, os intervalos secos em meio ao período chuvoso se tornaram mais frequentes e intensos a partir de meados da década de 1990. O quadro de seca na Região Sudeste do Brasil na década de 2010 foi causado pela atuação intensa e prolongada da alta pressão em posição anormal.

## Descrição

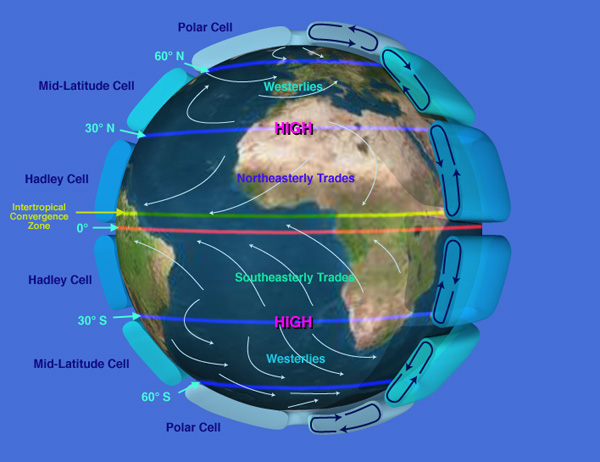
Ilustração da circulação de ventos gerada pela ASAS ("high", de "alta" [pressão], no hemisfério sul) para a manutenção da ZCIT.

Os sistemas de alta pressão, também chamados de centros anticiclônicos ou anticiclones, são classificados em polares, migratórios e subtropicais (ou semipermanentes). As altas subtropicais, a exemplo da alta subtropical do Atlântico Sul (ASAS), encontram-se sobre os principais oceanos do planeta e próximas à latitude de 30° de ambos os hemisférios, a chamada latitude dos cavalos. A ASAS também é chamada de anticiclone de Santa Helena devido à localização próxima da ilha de Santa Helena, única porção de terra nessa latitude.
Sua formação se inicia no ar quente e úmido das regiões equatoriais. Esse ar, ao atingir a troposfera, desloca-se em direção aos polos e passa por resfriamento durante o transporte, além de se tornar mais seco e denso e, portanto, propício à subsidência. Quando chega próximo à latitude de 30°, a subsidência é influenciada pela circulação de massas de ar descendentes: o ar seco é forçado a descer e, ao mesmo tempo, a atmosfera se aquece e a umidade relativa diminui, impedindo a formação de instabilidades. A força exercida pelo ar descendente é o que gera a elevação da pressão sobre a superfície. No caso da ASAS, o aumento da pressão é feito a partir da massa tropical atlântica (mTa).
A chamada circulação de Hadley, por sua vez, é o principal fator determinante da variação latitudinal das altas subtropicais. Como parte de tal ciclo, os ventos gerados pelos anticiclones se tornam alísios ao retornarem à região da linha do equador e a convergência deles origina a zona de convergência intertropical (ZCIT). Esta determina a oscilação norte–sul da ASAS e dos demais anticiclones semipermanentes. Os anticiclones são notados nas representações de pressão sobre a superfície em cartas sinóticas através de uma ou mais isóbara delimitando uma área com maior pressão em relação a sua volta. Trata-se portanto de uma extensa área de ar seco e quente em função da radiação solar constante. Apesar das altas temperaturas e da presença da umidade do mar, a geração de precipitação é dificultada pela atmosfera mais seca e pela pouca nebulosidade.
Sua condição não quer dizer que sua posição e intensidade sejam permanentes, mas que geralmente se encontra um anticiclone nas cartas meteorológicas que descrevem a pressão média mensal na referida zona. No geral existem poucos estudos referentes aos anticiclones se comparado aos ciclones — que, opostamente, provocam tempestades. A alta subtropical do Atlântico Sul também é menos estudada em comparação às altas subtropicais existentes no Atlântico Norte e da Europa, porém estudos e publicações a respeito podem ser percebidos com maior frequência desde a década de 1990. Sabe-se ainda que a circulação do anticiclone era percebida na época das grandes navegações. Os navios que voltavam do Brasil rumo à costa africana eram favorecidos pela direção dos ventos em espiral.

## Sazonalidade

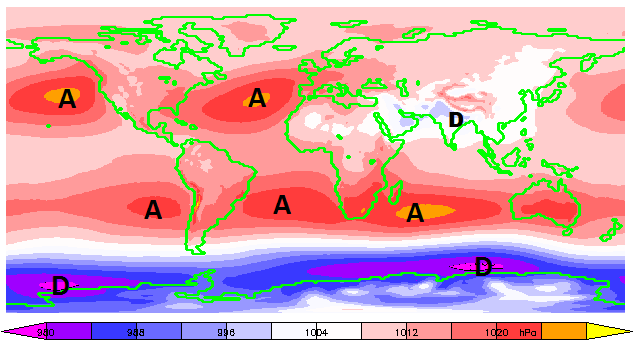
Mapa ilustra a intensidade dos principais anticiclones semipermanentes (A) do mundo em suas posições médias. A ASAS pode ser notada entre a costa do Brasil e a costa oeste da África.

O posicionamento da ASAS, sobretudo no que se refere ao deslocamento longitudinal do centro do sistema, constitui um influenciador direto no clima da América do Sul, principalmente do Brasil, além de parte da costa sudoeste da África. Sua localização atua na regulação das estações seca e chuvosa em boa parte dessas áreas, através das manipulações do direcionamento dos ventos e/ou da geração de bloqueios atmosféricos. O dipolo subtropical do Atlântico Sul (DSAS) é outro fator diretamente ligado à posição da ASAS e, aliado à circulação de ventos do anticiclone, também possui influência no clima daquelas regiões.

### Oscilação e interação com a temperatura da superfície do mar
A oscilação longitudinal da ASAS dura cerca de seis meses, com sua atuação mais a leste nos meses de outubro e abril e mais a oeste entre julho e agosto e de janeiro a março. Já o deslocamento norte–sul varia conforme a ZCIT, que empurra o anticiclone para uma posição mais a sul durante os meses de dezembro, janeiro e fevereiro. A variação leste–oeste de seu centro varia em média 8,3°W ao longo do ano, ao passo que a oscilação norte–sul apresenta uma diferença média de 4,5°S. A pressão no centro do sistema varia entre 1 021 hPa de dezembro a abril e 1 026 hPa em agosto. No entanto, cabe ressaltar que não existe um ciclo cumprido à risca e fatores como frentes frias geram variações no sistema. Além disso, eventos de El Niño podem favorecer uma atuação do anticiclone mais a norte, enquanto que a La Niña tende a incentivar o deslocamento para sul.
De forma geral, os ventos que se direcionam para o sudoeste africano associados à ASAS são mais intensos que os que chegam ao Brasil. Todavia, a pressão média apresenta anomalias negativas no verão tanto no continente sul-americano como no africano, por conta das instabilidades tropicais que atuam em ambos nessa época do ano e do aumento da temperatura, que por sua vez estão associados à maior incidência de radiação solar natural da estação, e isso a princípio impede que a ASAS adentre um ou outro. Tal processo gera uma contração de sua extensão. Já no inverno, com o esfriamento do hemisfério sul, a diminuição da umidade e o aumento da pressão nos continentes, a alta pressão marítima ganha intensidade e amplitude e consegue interferir em maior escala no interior dos continentes.
A ASAS influencia diretamente o dipolo subtropical do Atlântico Sul (DSAS), composto por um padrão de anomalias de temperatura da superfície do mar (TSM) de fases opostas (positiva e negativa). De forma geral, a fase positiva representa anomalia positiva de TSM a sudoeste do Atlântico Sul e negativa a nordeste, enquanto que em sua fase negativa ocorre o oposto. A fase positiva do dipolo é gerada quando a ASAS se encontra deslocada para sul, implicando anomalias negativas na temperatura do mar no polo nordeste do DSAS, por causa da intensificação dos ventos alísios, do aumento da nebulosidade e da posterior redução da incidência solar. Já no polo sudoeste, onde a alta pressão impede a formação de nebulosidade e a vinda de ventos de oeste, as anomalias são positivas. Exatamente o oposto acontece na fase negativa, na qual também se observa o anticiclone enfraquecido. Um evento de DSAS começa a se desenvolver na primavera, atinge seu pico nos meses de verão e se extingue no fim do outono. A temperatura do mar no oceano Atlântico, sob intermédio do dipolo e em associação à circulação de ventos da alta subtropical do atlântico Sul, pode favorecer ou não a ocorrência de chuvas tanto no Brasil como no sul da África.

### Influência no regime de chuvas

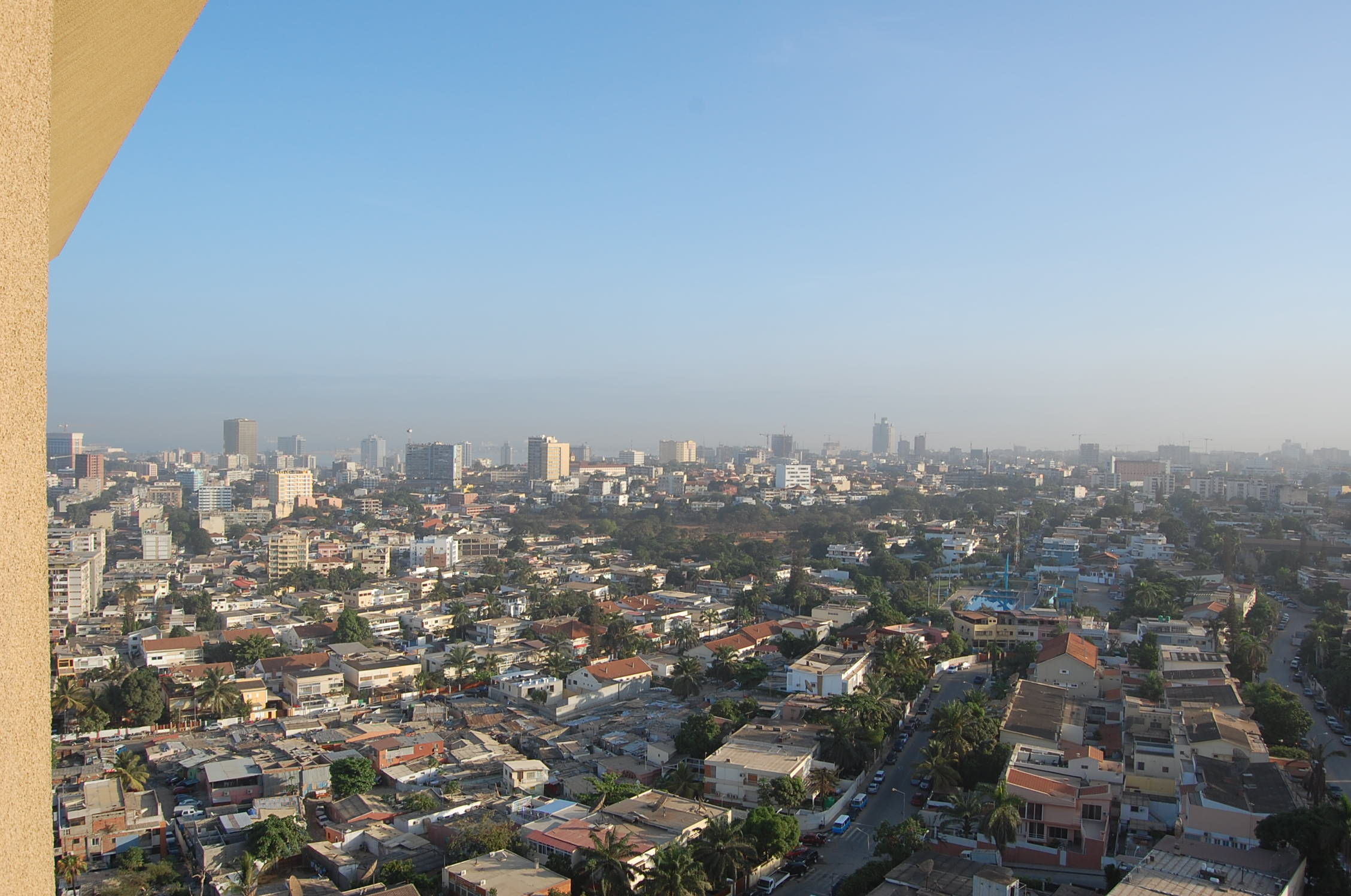
Luanda, em Angola, em um dia de sol no verão. A circulação da ASAS, aliada à corrente de Benguela, induz a baixa pluviosidade na região.

O deslocamento da alta subtropical do Atlântico Sul para oeste, independentemente da época do ano, eleva a pressão atmosférica nessa região e o geopotencial associado a uma crista. Na costa africana, por sua vez, a pressão diminui, bem como o geopotencial, levando à configuração de um cavado. Por outro lado, a ASAS deslocada para leste inverte essa situação. O afastamento da ASAS da costa brasileira e sua aproximação do sudoeste da África estão ligados ao aumento da intensidade dos ventos que incidem no litoral dessa região, bem como as ressurgências relacionadas. Dessa forma, nos meses de verão, com a relativa acareação com a África, o anticiclone gera predomínio de tempo bom na costa oeste africana, devido ao transporte de ar tropical.
Cabe salientar que a atuação do sistema mais a sul acarreta precipitação acima da média no sul da África, aliada à fase positiva do DSAS, na mesma proporção que sua fase negativa gera volumes abaixo da média. O anticiclone também favorece a influência de ondas de calor na África Austral, atreladas aos períodos secos prolongados. A corrente de Benguela constitui uma ampla corrente oceânica que é direcionada pelos ventos alísios de sudeste da alta subtropical do Atlântico Sul, atingindo diretamente Angola, Namíbia e a África do Sul. Essa corrente fria alimenta os ventos da ASAS, induzindo a manutenção de baixos índices de pluviosidade nas áreas costeiras, o que inclui Luanda, além da existência dos desertos do Namibe e Kalahari. Em Angola a circulação da alta pressão permite a chegada das chuvas associadas à ZCIT por volta de abril, mas seu deslocamento para sul ou sudoeste nesse mês impede o direcionamento das chuvas e compromete a regularidade das precipitações. Ressalta-se que a variação do volume médio de chuvas em Luanda é uma das maiores do mundo, de cerca de 40%.
A contração da ASAS em relação à costa brasileira no verão possibilita o avanço de instabilidades que configuram a estação chuvosa de parte das regiões Sudeste, Centro-Oeste e Sul do país. Isso ocorre porque os ventos de leste e nordeste oriundos do anticiclone perdem influência sobre o Brasil e cedem lugar aos ventos trazidos do interior, sobretudo de noroeste, onde se encontra a umidade da Amazônia. Ao mesmo tempo, nessa época do ano, a alta pressão, quando em posição normal sobre o oceano, favorece o deslocamento de umidade para contribuir com a formação da zona de convergência do Atlântico Sul (ZCAS), sistema responsável pela ocorrência de chuvas regulares em quase toda a região central e sudeste do Brasil durante a estação chuvosa.

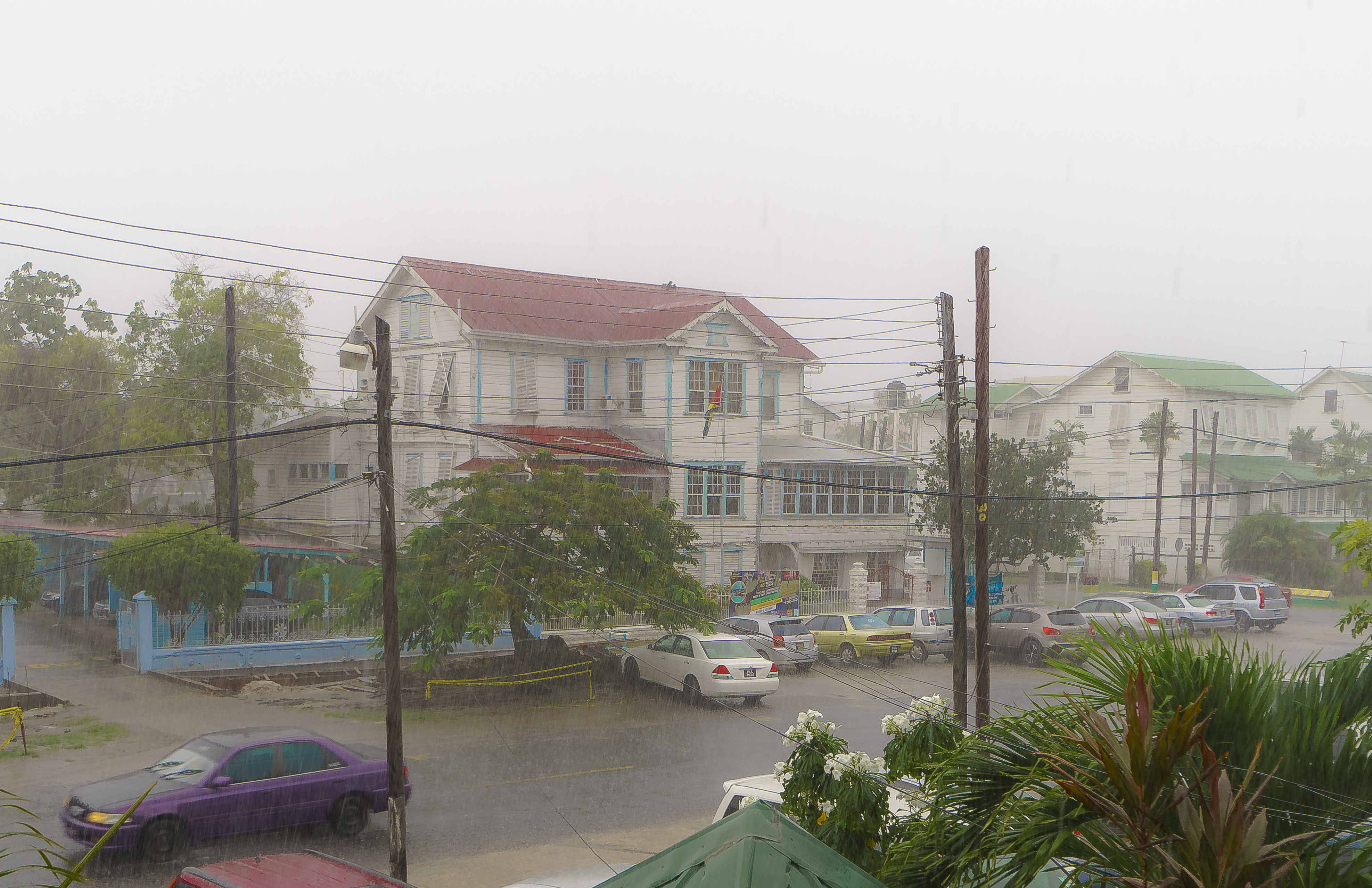
Chuva torrencial atinge a Guiana, onde a ASAS está associada ao direcionamento da umidade que permite a configuração da estação das chuvas.

A ASAS participa da ZCAS através de sua confluência com o ar vindo de latitudes mais altas (próximas da linha do equador), porém relacionada a fatores continentais, como convergência de umidade e presença de cavado orientado na direção noroeste–sudeste a leste da Cordilheira dos Andes. Esse conjunto de condições resulta no escoamento da umidade da região amazônica em forma de jato em direção ao Atlântico Sul, provocando chuvas intensas ao longo desse trajeto. Entretanto, uma atuação do anticiclone mais a sul potencializa a ocorrência do fenômeno de forma mais desenvolvida, associada à fase positiva do DSAS. Sob essa configuração o Sul do Brasil passa por estiagem, como característico de quando ocorre a ZCAS, visto que o jato não chega até a região. Já a alta subtropical mais a norte no Atlântico e uma fase negativa do dipolo subtropical geram uma zona de convergência do Atlântico Sul menos consistente e, por consequência, favorece a ocorrência de mais chuvas no Sul brasileiro e menos no Sudeste e Brasil central.
Nos meses de inverno do hemisfério sul a atuação mais intensa da ASAS próxima da América do Sul dificulta a chegada da umidade trazida pelas frentes frias, configurando a estação seca de grande parte das regiões Sudeste, Centro-Oeste e Sul do Brasil em uma situação de bloqueio atmosférico. A subsidência associada ao sistema, por sua vez, aliada à baixa insolação, favorece a queda das temperaturas. Enquanto isso, o sistema contribui com a penetração de umidade no litoral da Região Nordeste, onde permite a ocorrência de chuvas significativas. Por influência da alta subtropical do Atlântico Sul os ventos apresentam ligeira intensificação em comparação ao verão, sobretudo no litoral do país. O direcionamento de ventos também faz com que a ZCIT configure as monções africanas e a estação das chuvas nas Guianas.
Cabe ressaltar que quando a ASAS está deslocada para o sul e próxima ao continente sul-americano, ela favorece a entrada de ventos de sudeste que chegam ao litoral do Nordeste do Brasil, gerando um transporte de umidade do oceano para o continente e a ocorrência de chuvas. Já o afastamento da alta pressão e sua posição mais a norte desfavorecem a chegada de ventos úmidos e isso impede a formação de áreas de instabilidade. A passagem de frentes frias pela América do Sul consegue gerar um deslocamento da alta pressão em direção leste, mas ainda que os sistemas frontais levem alguns poucos eventos de chuva até o Sudeste do Brasil no inverno, o domínio da ASAS e o resfriamento natural da estação dificultam a formação de instabilidades generalizadas ou outros sistemas atmosféricos.

## Anomalia

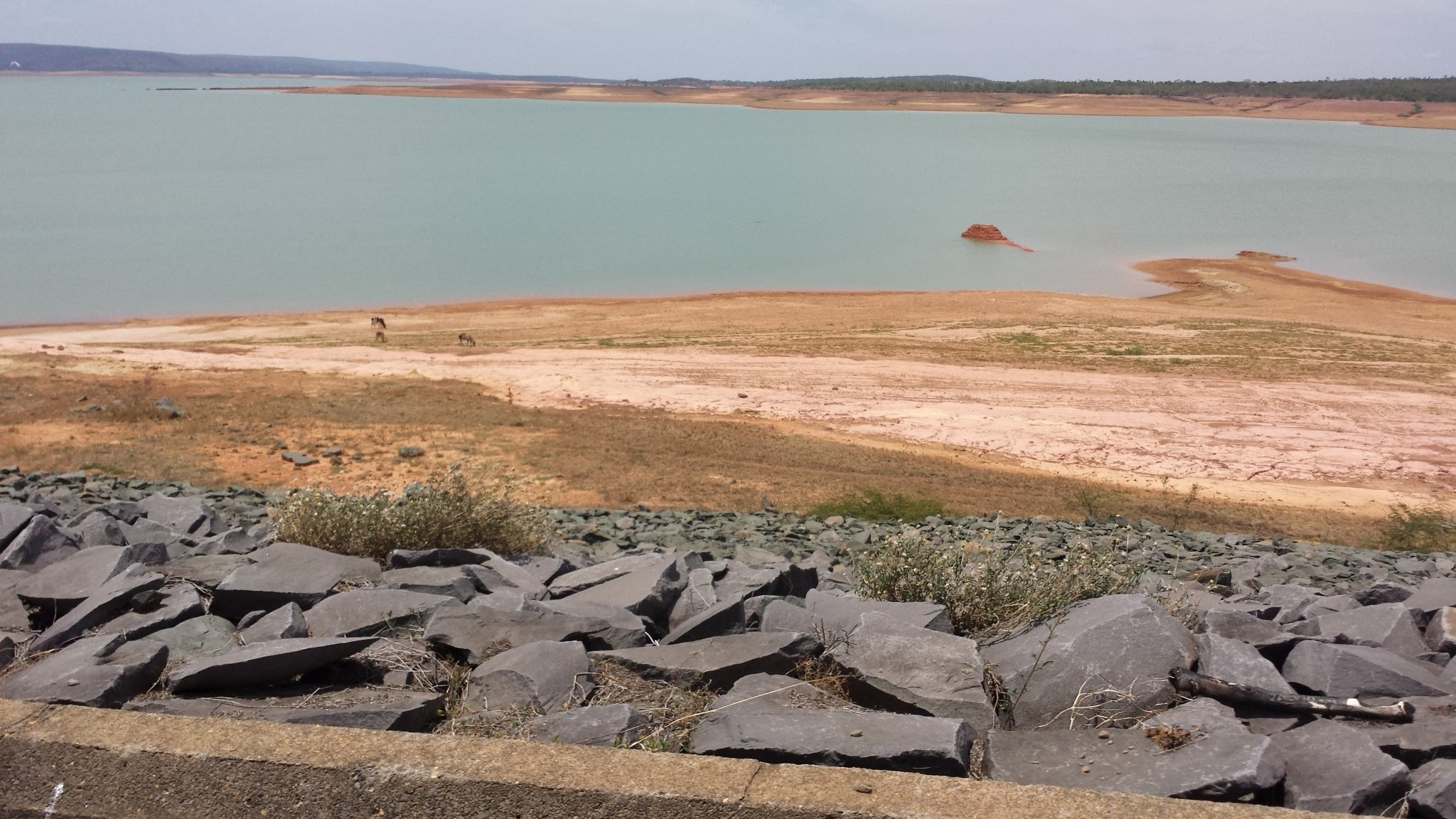
Vacas pastando em trecho emerso entre o reservatório de Três Marias, no Brasil, em novembro de 2014. A seca na Região Sudeste intensificada naquele ano fora causada pela prolongada posição anormal da ASAS.

O deslocamento da alta subtropical do Atlântico Sul em direção ao continente sul-americano no verão acarreta longos períodos de chuvas irregulares e com temperaturas acima da média. O avanço da ASAS sobre o Brasil na estação chuvosa configura então uma situação de bloqueio atmosférico fora de época sobre a maior parte do Sudeste, Centro-Oeste e Sul brasileiro, o chamado veranico, impedindo o avanço das frentes frias, a influência da umidade da Amazônia e a formação dos sistemas de umidade. O bloqueio no verão também propicia a entrada de ondas de calor, que são intensificadas pela diminuição da nebulosidade e pela radiação solar intensa típica da estação.
A atuação prolongada e em posição anormal da ASAS foi a responsável pelo quadro de seca na Região Sudeste do Brasil na década de 2010, contribuindo com a crise hídrica, entretanto o interior do Brasil em geral apresentou irregularidades. O verão 2013–2014 foi o mais quente e seco no país em 71 anos. Segundo um estudo publicado no periódico Nature Geoscience em 2019, perturbações na atmosfera originadas sobre o oceano Índico, onde são notadas sob a forma de precipitações intensas, deslocam-se em direção leste até atingirem a América do Sul cerca de uma semana depois. Sobre o Atlântico Sul, essa perturbação é percebida por meio do fortalecimento do ar quente e seco atuante sobre o mar e o seu deslocamento em direção ao continente, através de ventos em circulação anti-horária. O veranico que agravou a seca no Sudeste brasileiro em 2014 foi fortalecido pelo aquecimento da temperatura do mar no Atlântico Sul, provocado justamente pela ausência de nebulosidade no oceano e posterior influência da radiação solar. Isso intensificou ainda mais o ar seco e quente que penetrou o continente, parte de uma onda de calor marinha.
O ar seco de origem marítima configura então uma situação de bloqueio atmosférico sobre a maior parte do Sudeste brasileiro. Por causa do bloqueio, as frentes frias ficam retidas sobre o Uruguai e o norte da Argentina, onde provocam chuvas volumosas. Embora não sejam incomuns em meio à estação chuvosa do Sudeste brasileiro, os intervalos secos em meio ao período chuvoso se tornaram mais frequentes e intensos a partir de meados da década de 1990. No entanto, de acordo com o climatologista Carlos Nobre, a respeito do estudo do Nature Geoscience, não é possível apontar por que a frequência dessas perturbações provenientes do oceano Índico foi intensificada.
Um estudo publicado pelo Repositório Institucional da Universidade Federal de Santa Catarina (UFSC) em 2015 também aponta que de 1981 a 2011 foi intensificada a ocorrência de fase negativa do dipolo subtropical do Atlântico Sul, se comparado ao período de 1950 a 1980, o que é resultado de um deslocamento da ASAS para norte e seu enfraquecimento. De 1950 a 2011 foram registrados 12 eventos negativos de DSAS, contra seis positivos, e destes apenas um deles ocorreu após 1980 (em 2005–2006). Conforme ressaltado anteriormente, a fase negativa do dipolo subtropical dificulta a formação da zona de convergência do Atlântico Sul e, posteriormente, desfavorece a ocorrência de chuvas regulares na estação chuvosa das regiões sudeste e central do Brasil, da mesma forma que ocorre no sul da África.

## Impactos

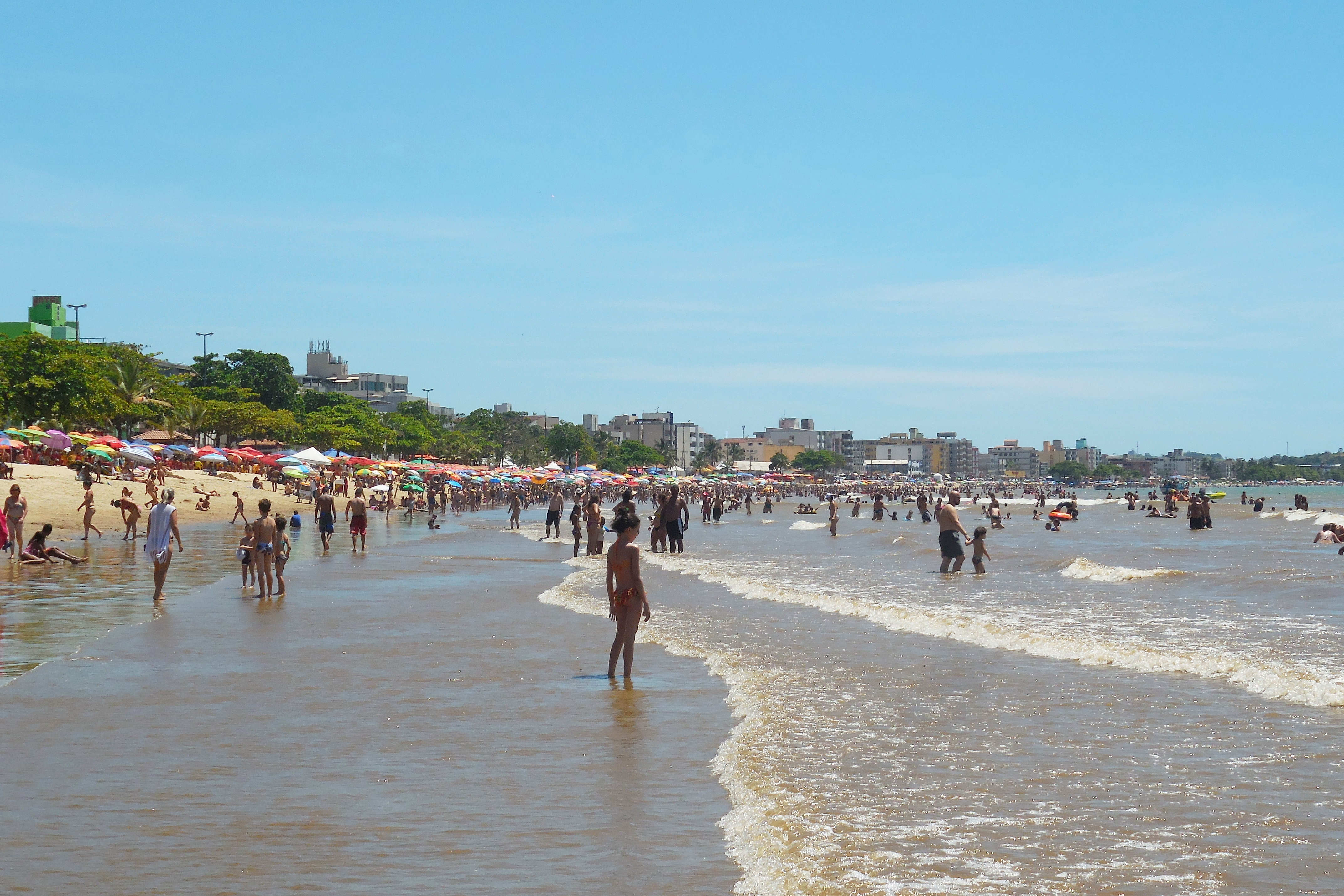
Banhistas em praia de Piúma, no litoral do Espírito Santo, Brasil, durante um dia de sol provocado pela ASAS em atuação em meio à alta temporada.

Esse sistema afeta muito a navegação, uma vez que os ventos associados geralmente não são fortes e as embarcações precisam ir para o norte ou sul do centro da região de alta pressão, dependendo da direção da viagem, para encontrar ventos favoráveis em força e direção. Como a ASAS influencia diretamente na intensidade e direção dos ventos, posteriormente gera impactos na produção de energia eólica do Brasil, em especial na Região Nordeste, onde os ventos são relativamente mais intensos e constantes em relação ao restante do país. Por essa razão, a região concentra a maior parte das unidades de produção. O anticiclone mais próximo da costa brasileira gera circulação mais intensa no Nordeste, enquanto que seu deslocamento para leste implica o enfraquecimento dos ventos.
A maior influência da ASAS no continente sul-americano durante o inverno implica a configuração da estação seca e, por causa da subsidência, favorece a queda das temperaturas. A falta de chuvas e a diminuição da umidade relativa do ar agravam a concentração de poluentes nos centros urbanos, especialmente nas regiões Centro-Oeste, Sudeste e Sul do Brasil. No entanto, mesmo no inverno, o anticiclone pode favorecer a entrada de massas de ar quente e seco, condições que propiciam a proliferação de queimadas. Com isso, entre o final do inverno e o começo da primavera os focos de incêndio se tornam comuns, principalmente no Brasil central, bem como os valores extremos de baixa umidade. A circulação da alta subtropical do Atlântico Sul sobre o Brasil também é capaz de gerar um transporte da poluição produzida pelas queimadas da Amazônia em direção à Bolívia, Paraguai, norte da Argentina e partes das regiões Sul e Sudeste do Brasil.
Por outro lado, a ASAS, no que se refere ao direcionamento de ventos para a produção de chuvas, gera impactos conectados a ocorrências de precipitações intensas, como enchentes e deslizamentos em morros e encostas. Portanto, seu monitoramento ajuda na elaboração da previsão desses eventos. Essa chuva, ao mesmo tempo, é vital para a irrigação dos campos de agricultura, sobretudo nas principais áreas produtoras. O abastecimento de água e as cheias dos reservatórios de usinas hidrelétricas também estão diretamente ligados à regularidade das precipitações da estação chuvosa. Com as chuvas regulares e os reservatórios em patamares satisfatórios, as dificuldades para produzir energia elétrica diminuem, reduzindo o risco de cobranças adicionais.
Na mesma medida, os bloqueios atmosféricos prolongados durante a estação das chuvas, assim como o responsável pela seca que afetou a Região Sudeste do Brasil na década de 2010, causam prejuízos na agricultura e desabastecimento em cidades. Além disso, a ausência de chuva propicia a manutenção de níveis baixos em reservatórios de usinas hidrelétricas, forçando o uso de usinas termoelétricas para suprir à demanda. Entretanto, a energia gerada pelas termoelétricas tem um custo de produção maior, o que encarece o preço das contas de energia. O ar seco trazido pela ASAS, associado à poluição atmosférica, também aumenta a ocorrência de doenças respiratórias, como a asma. Numa perspectiva positiva, a ausência de chuvas está atrelada ao fluxo de turistas, principalmente nas praias e outros atrativos aquáticos.